# Operación Epsilon

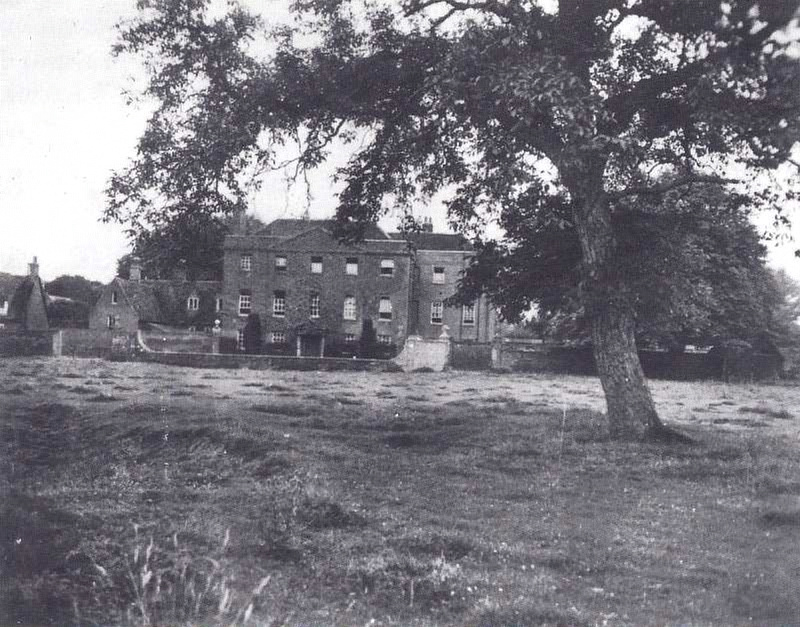
Farm Hall, Godmanchester

La Operación Epsilon fue el nombre en clave de un programa en el que las fuerzas aliadas cerca del final de la Segunda Guerra Mundial detuvieron a diez científicos alemanes que se pensaba que habían trabajado en el programa nuclear de la Alemania nazi. Los científicos fueron capturados entre el 1 de mayo y el 30 de junio de 1945, como parte de la Operación Alsos, principalmente como parte de su Operación Gran barrido por el suroeste de Alemania.
Estuvieron internados en Farm Hall, una casa con micrófonos ocultos en Godmanchester, cerca de Cambridge, Inglaterra, del 3 de julio de 1945 al 3 de enero de 1946. El objetivo principal del programa era determinar qué tan cerca había estado la Alemania nazi de construir una bomba atómica, escuchando sus conversaciones.

## Lista de científicos
Los siguientes científicos alemanes fueron capturados y detenidos durante la Operación Epsilon:
- Erich Bagge
- Kurt Diebner
- Walther Gerlach
- Otto Hahn
- Paul Harteck
- Werner Heisenberg
- Horst Korsching
- Max von Laue
- Carl Friedrich von Weizsäcker
- Karl Wirtz